# Ulocladium atrum
Espèce
Ulocladium atrum (synonyme : Stemphylium atrum) est une espèce de champignons ascomycètes de la famille des Pleosporaceae.
Ce champignon mycoparasite saprophyte est utilisé dans la lutte biologique contre un champignon phytopathogène, Botrytis cinerea, agent de la pourriture grise du raisin et d'autre fruits.
L'espèce est aussi considérée comme une cause de la kératite, inflammation de la cornée[réf. nécessaire].